# France-Albert René
France-Albert René (Victoria, Mahé, 16 de noviembre de 1935 - ibídem, 27 de febrero de 2019), más conocido como Albert René, fue un abogado, político y estadista seychellense que ejerció como presidente de la República de las Seychelles desde 1977 hasta 2004. Fue el segundo presidente del país tras su independencia del Reino Unido, así como el jefe de Estado seychellense con más años de servicio. Fue fundador y líder del Frente Progresista del Pueblo de Seychelles, partido que bajo distintos nombres dominaría la vida política del archipiélago durante cuarenta y tres años.
Nacido en Victoria y educado en Inglaterra, René se vio influenciado por el laborismo británico y, posteriormente, por el socialismo africano. Retornó a Seychelles después de completar sus estudios y se dedicó al ejercicio de la abogacía por unos pocos años, antes de iniciar su carrera política. Fundó el Partido Popular Unido de Seychelles en 1964, con el cual se perfiló como principal opositor al gobierno anglófilo de James Mancham, del Partido Democrático. Su partido se ubicó segundo y resultó derrotado por márgenes estrechos en las elecciones de 1967, 1970 y 1974. Con la independencia del país africano el 29 de junio de 1976, René fue designado primer ministro del país en cohabitación con Mancham, que asumió como presidente de la República. Menos de un año más tarde, el 5 de junio de 1977, René encabezó un golpe de Estado cívico-militar con apoyo del régimen de Julius Nyerere, de Tanzania, derrocando a Mancham y erigiéndose como nuevo presidente del país.
Como presidente, René aplicó políticas económicas y sociales de corte nacionalista y socialista, manteniéndose en el poder esencialmente de manera autocrática. Bajo su gobierno, Seychelles llegó a ser el país de África con mayor índice de desarrollo humano y mantuvo uno de los PIB per cápita más altos del continente. Asimismo, su gobierno es elogiado por sus partidarios por sus sólidas prioridades sociales, destacando la inversión estatal en educación, salud pública y medio ambiente. No obstante, sus críticos resaltan su pobre historial de derechos humanos y lo describen como un dictador autoritario. En mayo de 1978, el país se convirtió en un estado de partido único, medida que fue ratificada con la aprobación de una constitución socialista en 1979, que reforzó sus poderes dictatoriales. René fue ratificado como presidente por mandatos de cinco años en tres plebiscitos, realizados en 1979, 1984 y 1989. Bajo una creciente presión internacional tras la caída del comunismo a fines de la década de 1980, René supervisó la elección de una Comisión Constituyente en 1992 que restauró la democracia multipartidista. Fue entonces reelegido democráticamente en 1993, 1998 y 2001, derrotando a Mancham y a los nacientes opositores Wavel Ramkalawan y Phillipe Boullé, en comicios que se consideraron sustancialmente libres y justos. En 2004, después de veintisiete años de gobierno, anunció su retiro y dimitió, entregando el cargo a su vicepresidente James Michel.
René se retiró de la política después de su renuncia, aunque continuó haciendo apariciones públicas periódicas. A menudo calificado como un «dictador benevolente», la revisión de su legado y las críticas en torno a su presidencia se acentuaron a partir de la segunda mitad de la década de 2010, cuando su partido comenzó a decaer en apoyo popular. La Comisión de la Verdad, Reconciliación y Unidad Nacional, establecida en 2018 por el presidente Danny Faure, determinó que durante el régimen de René se cometieron masivas violaciones a los derechos humanos, tales como asesinatos, torturas, desapariciones y detenciones sin juicio. Asimismo, se encontró evidencia de delitos económicos cometidos por el estado, y varios críticos señalaron la presencia de corrupción y amiguismo en el gobierno de René.
Falleció el 27 de febrero de 2019, a la edad de 83 años.

## Biografía
France-Albert René fue educado en el St Mary’s College en Southampton, Inglaterra, y en el King’s College de Londres, antes de ser abogado en Seychelles desde 1957 hasta 1961. En el extranjero, estuvo profundamente involucrado en la política del Partido. Labor, luego dirigido por Clement Attlee y más tarde Hugh Gaitskell. Estas experiencias lo llevaron a adoptar una ideología socialista moderada, favorable a la intervención estatal en la economía y a estrechar lazos con fuerzas conservadoras como la Iglesia católica, cuyo objetivo inicial era su carrera. Para convertirse en un miembro del clero. Más tarde, France-Albert René denunció a líderes de la Iglesia local que criticaron su política. En 1964, formó la Unidad del Pueblo Unido de Seychelles, precursor del actual Partido Popular de Seychelles.
Fue el segundo presidente de Seychelles. Llegó al poder a través de un golpe de Estado ocurrido el 5 de junio de 1977, manteniéndose en él hasta el 14 de julio de 2004. Tras su renuncia, fue reemplazado por su vicepresidente, James Michel.
Entre 1977 y 1993, René gobernó bajo un sistema unipartidiario, pero el Partido Socialista, en 1991, adoptó el multipartidismo. En 1993, fue elegido con una mayoría del 59 %.